# Павел Сібік
Павел Сібік (пол. Paweł Sibik, нар. 15 лютого 1971, Немча) — польський футболіст, що грав на позиції півзахисника.

## Клубна кар'єра
У дорослому футболі дебютував 1989 року виступами за команду «Лехія» (Дзержонюв) у другому та третьому польському дивізіоні, в якій провів сім сезонів.
Своєю грою за цю команду привернув увагу представників тренерського штабу клубу «Одра», до складу якого приєднався 1996 року. Відіграв за команду з міста Водзіслав-Шльонський наступні сім сезонів своєї ігрової кар'єри. Більшість часу, проведеного у складі «Одри», був основним гравцем команди. Він також грав з командою в Кубку УЄФА та Кубку Інтертото.
Протягом усього 2003 року грав за кіпрський «Аполлон», після чого повернувся до Польщі, де виступав за «Одру», «Подбескідзе» та «Рух» (Хожув).
Завершив професійну ігрову кар'єру у кіпрському клубі «Аполлон», з яким став чемпіоном країни у 2006 році.

## Виступи за збірну
10 лютого 2002 року дебютував в офіційних іграх у складі національної збірної Польщі у матчі проти Фарерських островів (2:1). Через кілька місяців поїхав зі збірною на чемпіонат світу 2002 року в Японії і Південній Кореї, де зіграв в одному матчі групового етапу проти США (3:1), який став останнім для гравця за збірну. Загалом Сібік провів у формі головної команди країни 3 матчі.

## Досягнення
- Чемпіон Кіпру: 2005/06